# BrightDrop

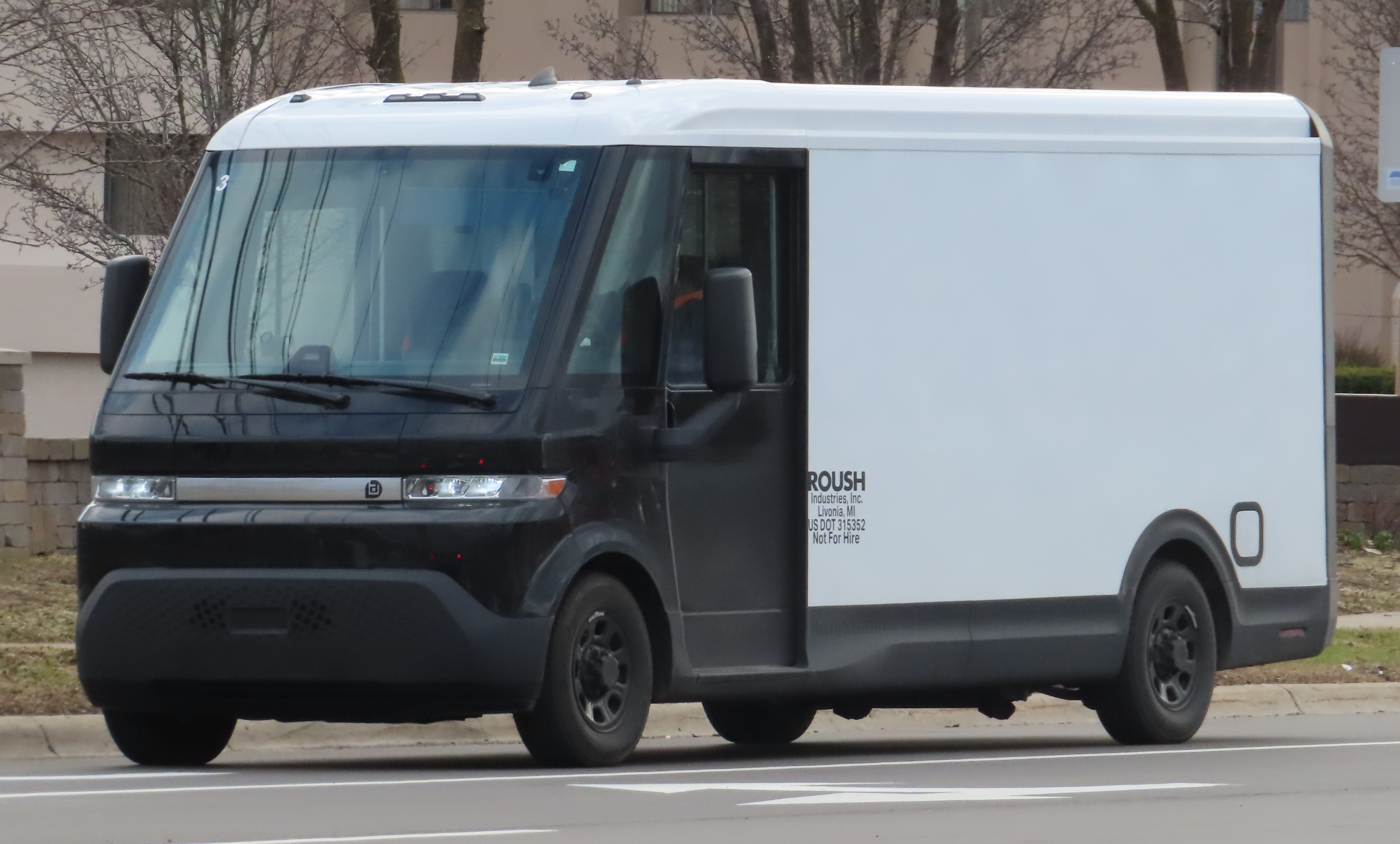
BrightDrop EV600

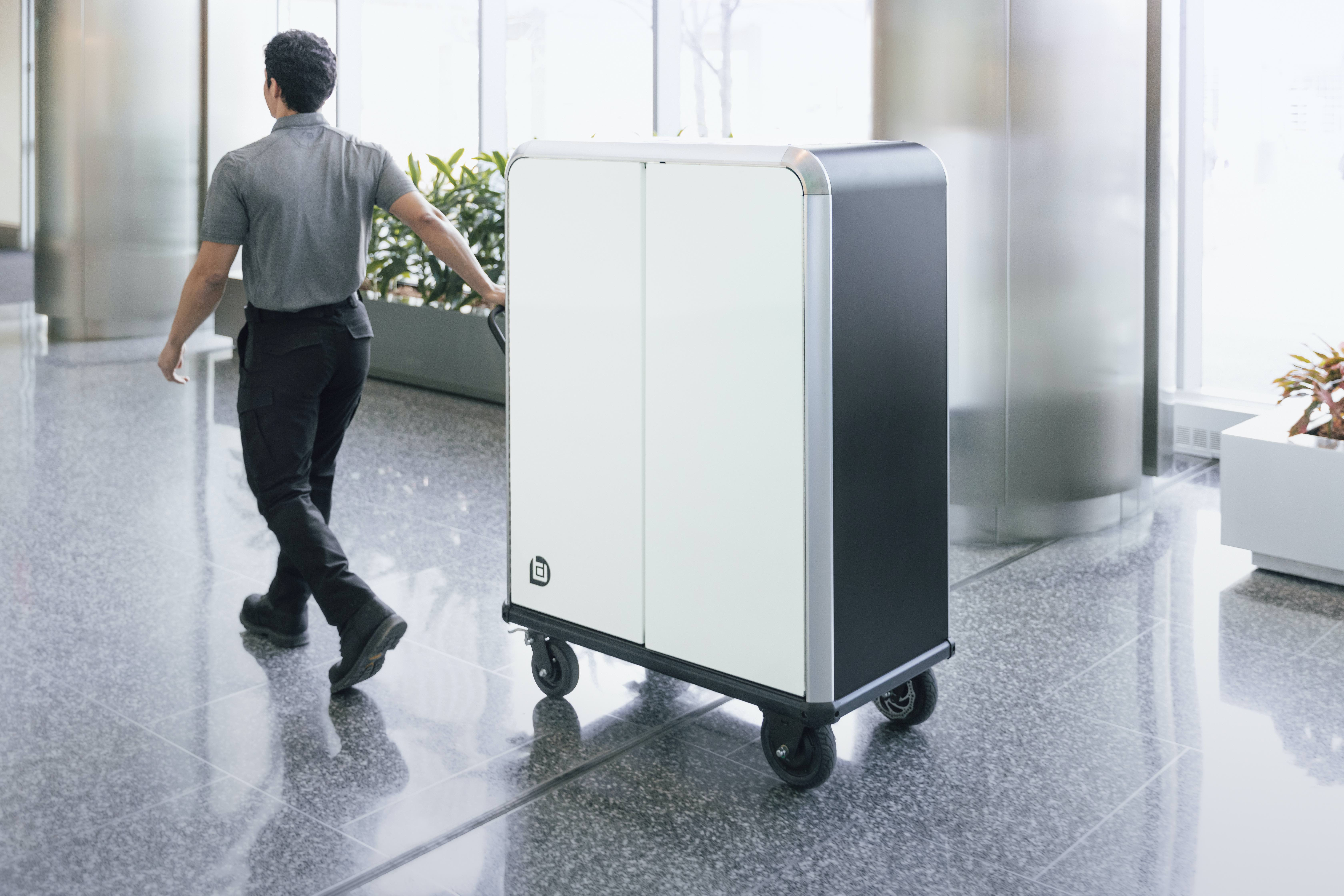
BrightDrop Trace e-Cart

BrightDrop – dawny amerykański producent elektrycznych samochodów dostawczych, z siedzibą w Detroit, działający w latach 2021–2024. Należał do amerykańskiego koncernu General Motors.

## Historia
Po raz pierwszy plan wprowadzenia na rynek marki w pełni elektrycznych samochodów dostawczych wyrażono we wrześniu 2019 roku, kiedy to w ramach tzw. inkubatora przedsiębiorczości prowadzonego przez General Motors utworzono zarządzaną przez inżyniera Pama Fletchera filię Smart Cargo. W lutym 2020 projekt wyewoluował w plany rozwoju zarówno elektrycznych furgonów, jak i całej infrastruktury dla flot obejmującej dedykowane oprogramowanie.
Oficjalna premiera nowej marki elektrycznych samochodów dostawczych, która ostatecznie zyskała nazwę BrightDrop, odbyła się w styczniu 2021 roku podczas wydarzenia Consumer Electronics Show w amerykańskim Las Vegas. Decyzja ta została pozytywnie odebrana przez akcjonariuszy General Motors, skutkując największym wzrostem wartości akcji amerykańskiego koncernu od momentu debiutu na nowojorskiej giełdzie w 2010 roku.
Wśród planów BrightDrop wskazano wdrożenie do produkcji z końcem 2021 roku dużego samochodu dostawczego EV600 skierowanego do nabywców flotowych, wytwarzając go w specjalnie zmodyfikowanej do tych celów fabryce General Motors w kanadyjskim mieście Ingersoll. Ponadto, oprócz modelu dostawczego BrightDrop przedstawiło także elektryczny wózek EP1 skierowany do pracowników branży specjalizującej się w dostawach, a także oprogramowanie skierowane do klientów na różnych etapach łańcucha dostaw w oparciu o tzw. chmurę. Dostępne zarówno w formie strony internetowej, jak i aplikacji, ma pozwalać monitorować stan akumulatorów w pojazdach floty, dobierać dla nich optymalne trasy przejazdu oraz gromadzić informacje o dotychczasowych ładowaniach.
W pierwszym roku działalności BrightDrop zdobył dwóch dużych nabywców furgonów EV600. Pierwszym z nich została korporacja FedEx specjalizująca się w dowozie paczek, która zleciła dostarczenie 500 sztuk samochodów. Ponadto, amerykańska firma Merchants Fleet zadeklarowała, że do 2023 roku zamówi flotę 12 600 furgonów EV600. W kwietniu 2022 firma poinformowała, że elektryczna furgonetka zyskała nową nazwę - BirghtDrop Zevo.
We wrześniu 2024 General Motors zdecydowało się wycofać z rynku markę BrightDrop po 3 latach obecności i połączyć jej struktury z Chevroletem. W rezultacie, jedyny produkt w postaci elektrycznego vana Zevo zmienił nazwę na Chevrolet BrightDrop i zyskał odtąd logotypy największej firmy w koncernie.

## Modele samochodów

### Historyczne
- Zevo (2021–2024)